# Purperzwaluw
De purperzwaluw (Progne subis) is een relatief grote zwaluw van de Nieuwe Wereld. Hij broedt in Noord-Amerika in bestaande nestgelegenheden, zoals spechtenholen en nestkasten. Broedkolonies kunnen honderden paren tellen. De purperzwaluw overwintert in Zuid-Amerika.

## Kenmerken
De purperzwaluw is de grootste Noord-Amerikaanse zwaluw. Een volwassen vogel heeft een lengte van 17 tot 20 centimeter, met een gemiddelde lengte van 19 centimeter. De vleugelspanwijdte bedraagt 38 tot 41 centimeter. Het gewicht varieert van 50 tot 65 gram, met een gemiddelde van 56 gram. De purperzwaluw heeft een slank lichaam, lange vleugels en een brede, korte snavel. Net als de andere vogels van het geslacht Progne heeft hij een brede vleugelbasis, een licht gevorkte staart en een duidelijk naar beneden gerichte bovensnavel.

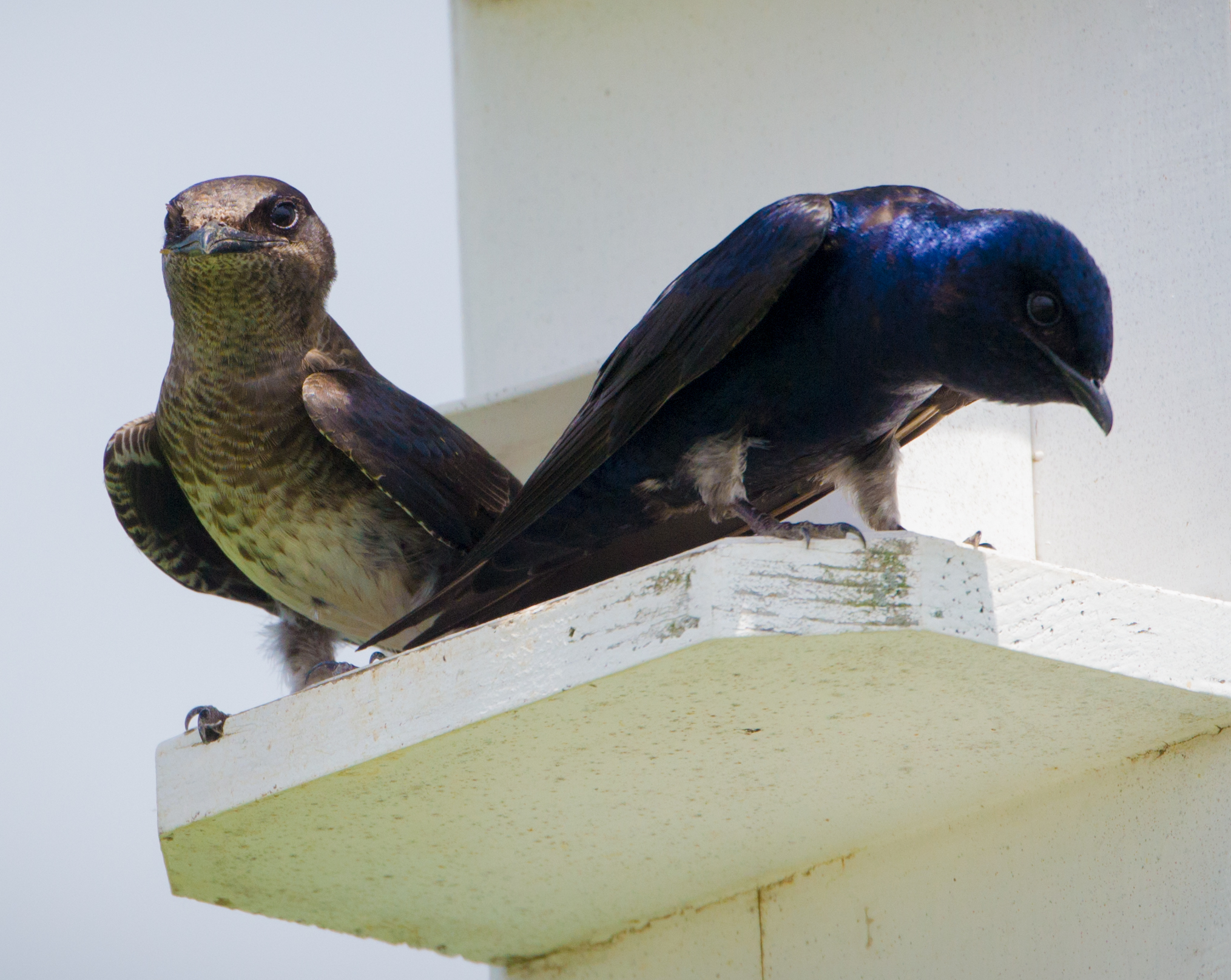
Volwassen vrouwtje (links) en mannetje

### Verenkleed
De purperzwaluw en zijn verwanten zijn de enige zwaluwen in Noord-Amerika die een duidelijke seksuele dimorfie vertonen. Het iriserende verenkleed van een volwassen mannetje is geheel zwart. Met uitzondering van de vleugels en staart glanst het in verschillende tinten blauw, groen of purperrood. Onder de opgevouwen vleugels zijn kleine plukjes witte donsveren zichtbaar.
Een volwassen vrouwtje is op de bovenzijde valer gekleurd, met onregelmatige vlekken blauwzwart. Ze heeft een grijze kraag op de achternek. De keel, borst en flanken zijn bleekbruin en de buikzijde is lichter gekleurd. De dekveren op de onderstaart zijn grijs en in het midden donkerder gekleurd.
Het verenkleed van de vliegvlugge juveniel lijkt op dat van een volwassen vrouwtje, maar heeft minder paars op de kop en lichtere dekveren op de onderstaart. Een jong mannetje heeft een blauwzwarte tekening op de kop en de onderzijde. De veren op de onderzijde hebben een donkere schacht. Sommige onvolwassen mannetjes hebben een minder duidelijke kraag op de achternek. In vergelijking tot het mannetje is het onvolwassen vrouwtje wat lichter aan de onderzijde en bruiner aan de bovenzijde. De donkere veerschachten aan de onderzijde ontbreken. Mannetjes krijgen in het eerste broedjaar donkerpaarse veren op het hoofd, keel of buik. In hun tweede jaar krijgen beide geslachten hun volwassen verenkleed.

### Gelijkende soorten
De purperzwaluw heeft geen lichte borst, zoals de meeste andere zwaluwsoorten. Van de Progne-soorten komt behalve de purperzwaluw vrijwel alleen de bruinborstpurperzwaluw (P. tapera) in Noord-Amerika voor. Deze lijkt echter sterk op de oeverzwaluw (Riparia riparia). De grijsborstpurperzwaluw (P. chalybea), de Cubaanse purperzwaluw (P. cryptoleuca) en de Patagonische purperzwaluw (P. elegans) zijn slechts incidenteel in Noord-Amerika waargenomen. In Zuid-Amerika overlapt het leefgebied van de purperzwaluw ook dat van enkele andere sterk gelijkende Progne-soorten.
Het mannetje van de purperzwaluw is nauwelijks te onderscheiden van de Cubaanse purperzwaluw. Het vrouwtje is de enige Noord-Amerikaanse zwaluw met een sterk contrasterende grijze kraag in de nek en een licht voorhoofd. Een ander belangrijk kenmerk zijn de gevlekte dekveren op haar onderstaart.

## Gedrag en leefwijze

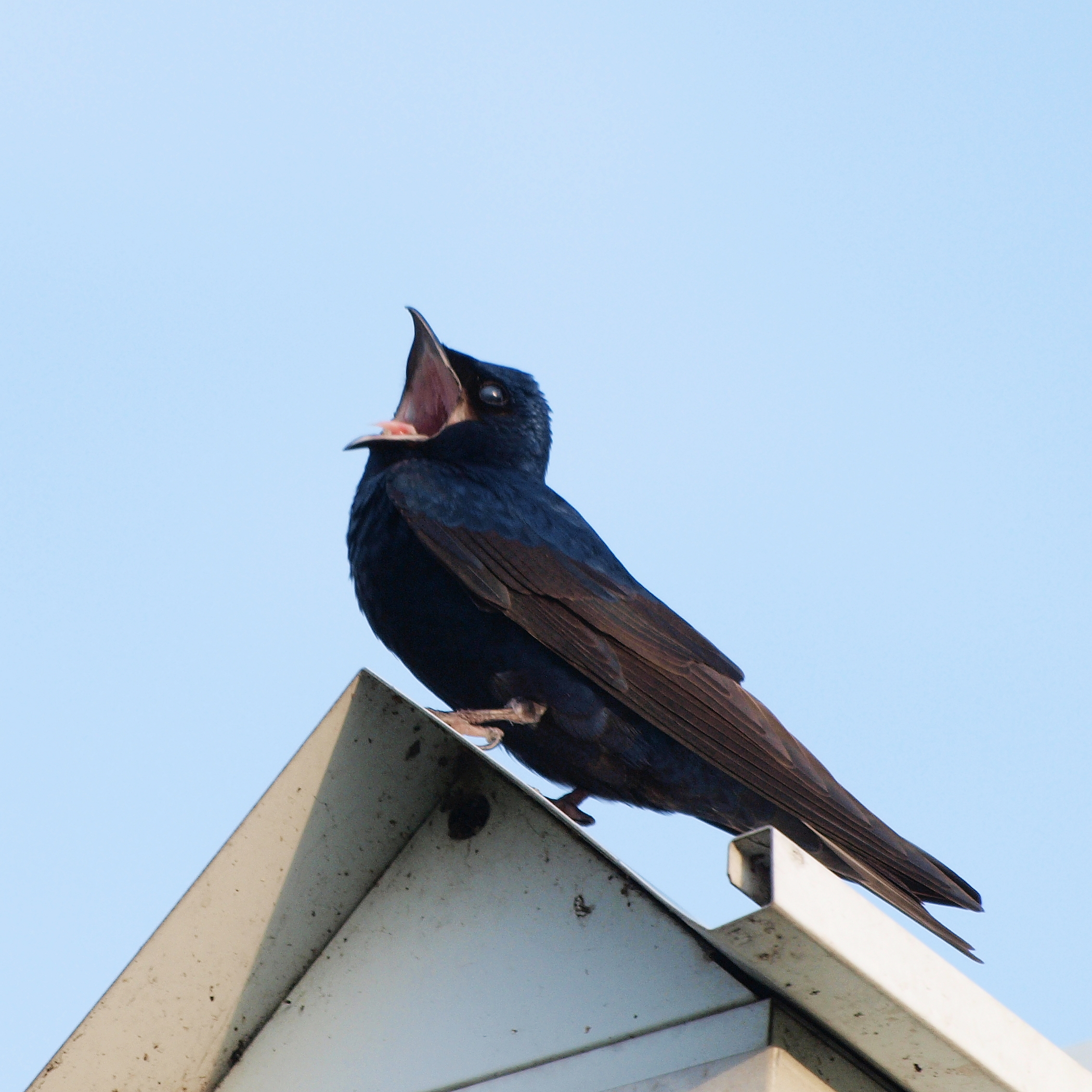

De purperzwaluw is met name bekend om zijn bereidheid in nestkasten te broeden. Wanneer meerdere nestkasten dicht opeen staan, kunnen zich grote kolonies vormen. In het westen van de Verenigde Staten en in Mexico broedt de purperzwaluw echter meestal solitair. Het nest bestaat uit een onderlaag van modder en takken waarop een laag gras en twijgjes wordt gebouwd. In een bovenste laag van bladeren wordt een kuiltje gemaakt waarin drie tot zes eieren worden gelegd. De eieren komen uit na vijftien tot achttien dagen broeden en beide ouders voeden het kuiken. De jongen kunnen na 26 tot 31 dagen vliegen.
Het gedrag van de vogel komt meer overeen met solitair broedende zwaluwen. De purperzwaluw is een vrij luidruchtige vogel. Bij alarmering of opwinding laat hij een zwak of zwiet horen. De zang van het mannetje klinkt als een luide reeks schatergeluiden en borrelende keelklanken. In het voorjaar laat hij 's ochtends vroeg zijn zang horen bij een potentiële nestplaats.
Het vliegbeeld lijkt op dat van de spreeuw en bestaat uit vloeibare vleugelslagen afgewisseld met korte glijvluchten. De purperzwaluw is een behendige en snelle vlieger. Wanneer hij een nest nadert, duikt hij met gesloten vleugels door de ingang. Tijdens het achtervolgen van vliegende insecten verandert de purperzwaluw regelmatig abrupt zijn richting.

### Voedsel

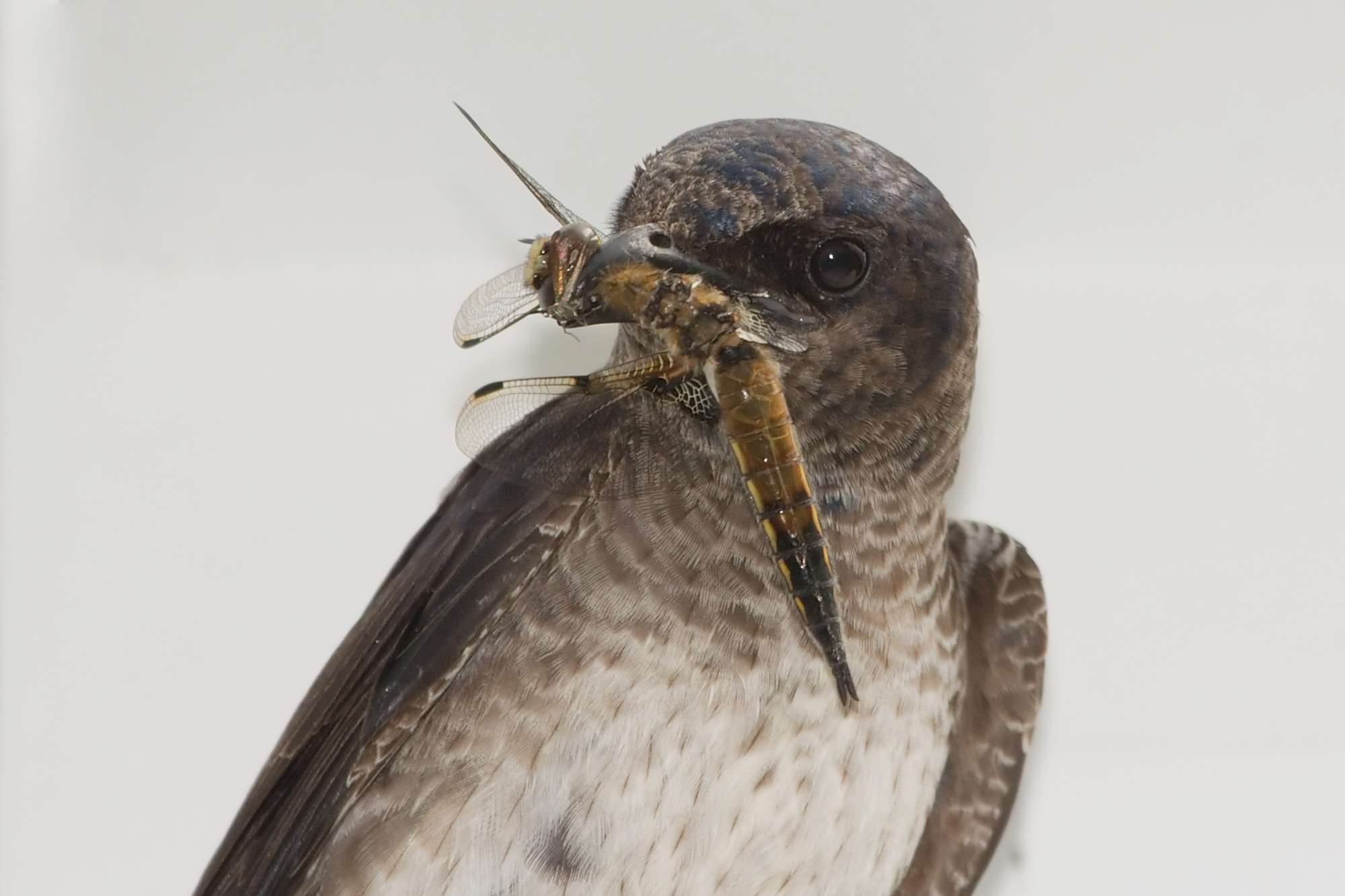
Purperzwaluw met een gevangen viervlek (Libellula quadrimaculata)

De purperzwaluw voedt zich voornamelijk tijdens de vlucht met gevleugelde insecten als libellen, (nacht)vlinders, vliegen en dazen. Ze voeden zich vooral met grote insecten. In tegenstelling tot vroeger vaak werd gedacht worden muggen slechts weinig gegeten. Onderzoeken in 2015 wezen echter uit dat invasieve rode vuurmieren (Solenopsis invicta) een belangrijk onderdeel van het dieet kan uitmaken.
De purperzwaluw voedt zich met insecten die het gemakkelijkst te verkrijgen zijn. Hierdoor varieert zijn voedsel per seizoen en dagdeel. Op koude bewolkte dagen foerageert de purperzwaluw laag boven de grond en vangt hij ook insecten van het ijs of het wateroppervlak. Bij warm weer vliegen insecten hoger en jaagt de purperzwaluw op dertig tot veertig meter hoogte. Op warme zomerochtenden zijn purperzwaluwen op ruim 300 meter hoogte waargenomen, terwijl ze jagen op nachtvlinders.

## Verspreiding
De soort broedt wijdverspreid in Noord-Amerika en overwintert in Zuid-Amerika. Er zijn drie ondersoorten:
- P. s. subis: zuidelijk Canada, de oostelijke Verenigde Staten en oostelijk Mexico.
- P. s. hesperia: de zuidwestelijke Verenigde Staten en noordwestelijk Mexico.
- P. s. arboricola: de westelijke Verenigde Staten en noordelijk Mexico.

## Status
De purperzwaluw heeft een populatie van naar schatting zeven miljoen exemplaren en geldt als niet bedreigd. Er is wel een afname merkbaar. De oostelijke ondersoort P. s. subis ondervindt sterke concurrentie van exoten als spreeuwen en huismussen bij het zoeken naar broedplekken. Deze populatie is daardoor volledig afhankelijk geworden van nestkasten om te broeden.